# Grigorij Vasziljevics Alekszandrov
Grigorij Vasziljevics Alekszandrov (Szverdlovszk (ma: Jekatyerinburg), 1903. január 23. – Moszkva, 1983. december 16.) szovjet filmrendező, forgatókönyvíró, színész, egyetemi tanár. A Szovjetunió népművésze (1947), kétszeres állami díjas.

## Életpályája és munkássága
Szülővárosában ismerkedett meg a színházzal. Előbb díszlet- és kosztümtervező volt az Operánál, majd rendezői tanfolyamra iratkozott be. Hamarosan Moszkvába költözött, s a színi pályát választotta. 1921-ben a Proletkult Színház szerződtette, 1923-ban már végérvényesen a stúdiók világában élt. Fridrih Ermlerrel és Mihail Kirillovval megalapította a KEM filmstúdiót. A néma korszakban Szergej Mihajlovics Eisenstein legbensőbb munkatársa, asszisztense, társrendezője volt; 1929-ben Eduard Kazimirovics Tissze operatőr társaságában külföldi útjára is elkísérte. Németországban, az USA-ban és Mexikóban járt. 1932-ben tért vissza hazájába. 1933-tól önállóan dolgozott. A második világháború alatt többek között Bakuban dolgozott. Ezt követően a Moszfilm Stúdió kollektívájának tagja, és a Filmművészeti Főiskola (VGIK) rendezői tanszékének tanára volt (1951–1957). 1967-ben a Cirkusz című film felújítása alkalmával Budapesten is járt.
Munkásságát ötletgazdagság, szatirikus humor jellemezte. A szovjet zenés vígjáték megteremtője és máig utolérhetetlen mestere. Legkiemelkedőbb műve a derűs dzsesszkomédia, a Vidám fickó (1934) és a faji előítélet ellen hatásosan küzdő, humanista mondanivalójú, látványos Cirkusz (1936). Alkotásai közül a szovjet nézők különösen a bürokráciát kigúnyoló Volga - Volgát (1938) szerették. A drámai hangulatú Találkozás az Elbán (1949) a szovjet-amerikai viszony elmérgesedésének attraktív feldolgozása. Fejlődése az 1950-es években megtorpant. Több műfajjal próbálkozott: drámával, életrajzzal, majd az ún. vándormaszk eljárás alkalmazásával technikai formai megoldásokkal igyekezett új utat találni (Ember az embernek, 1958), de korábbi sikereit nem tudta megismételni. Forgatókönyveket is írt, és színészként is kamera elé állt. Többek között az immár klasszikus Patyomkin páncélosban (1925) vállalt feladatokat.

## Magánélete
Felesége Ljubov Orlova (1902-1975) színésznő volt.

## Filmjei

### Filmrendezőként
- Október (1928) (forgatókönyvíró is)
- Régi és új (1929) (forgatókönyvíró is)
- Szentimentális románc (1930) (forgatókönyvíró is)
- Vidám fickó (1934) (forgatókönyvíró is)
- Cirkusz (1936) (forgatókönyvíró is)
- Sztálin jelentése a Szovjetunió új alkotmányáról (1937)
- Volga - Volga (1938)
- Világos út (1940)
- Egy család (1943)
- Hurrá, tavasz! (1947) (forgatókönyvíró is)
- Találkozás az Elbán (1949)
- A nagy muzsikus - Glinka (1953) (forgatókönyvíró is)
- Ember az embernek (1958)
- Orosz emlék (1960) (forgatókönyvíró is)
- Lenin Svájcban (1965) (forgatókönyvíró is)
- Egy filmcsillag élete (1985) (forgatókönyvíró is)

### Forgatókönyvíróként
- Sztrájk (1925) (rendezőasszisztens és színész is)
- Sutter aranya (1931)
- Amerikai tragédia (1931)
- Vihar Mexikó felett (1933)

### Rendezőasszisztensként
- Patyomkin páncélos (1925) (színész is)

## Díjai
- Lenin-rend (1939, 1950)
- Sztálin-díj (1941, 1950)
- Szovjetunió népművésze (1947)